# 25 (Fred Bongusto)
25 è un album del cantante italiano Fred Bongusto, pubblicato dall'etichetta discografica Ricordi nel 1985.

## Tracce
1. Frida
2. Amore fermati
3. Una rotonda sul mare
4. Tre settimane da raccontare
5. Le foglie morte/Comm'aggia fa'/Malafemmena (Medley)
6. Spaghetti a Detroit
7. Questo nostro grande amore
8. Malaga
9. Bruttissima bellissima
10. You're My Everything
11. La mia estate con te/Non è un capriccio d'agosto/La mia vita non ha domani (Medley)
12. Doce doce
13. My Way